# (1928) Summa
(1928) Summa ist ein Asteroid des Hauptgürtels, der am 21. September 1938 von dem finnischen Astronomen Yrjö Väisälä in Turku entdeckt wurde.
Der Name des Asteroiden ist von dem damals finnischen Dorf Summa am Karelischen Isthmus abgeleitet, einem Kriegsschauplatz während des finnischen Winterkrieges.